# Rancho de Baymena
Rancho de Baymena är en ort i Mexiko.   Den ligger i kommunen Choix och delstaten Sinaloa, i den västra delen av landet, 1 200 km nordväst om huvudstaden Mexico City. Rancho de Baymena ligger 284 meter över havet och antalet invånare är 173.
Terrängen runt Rancho de Baymena är kuperad åt sydost, men åt nordväst är den platt. Runt Rancho de Baymena är det mycket glesbefolkat, med 7 invånare per kvadratkilometer. Närmaste större samhälle är Agua Caliente Grande, 2,6 km nordväst om Rancho de Baymena. I omgivningarna runt Rancho de Baymena växer huvudsakligen savannskog.